# Gustave Boulanger

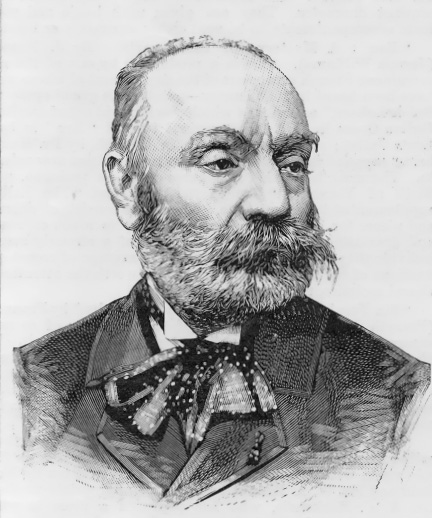
Gustave Boulanger

Gustave Clarence Rodolphe Boulanger (Parijs, 25 april 1824 – aldaar, 23 september 1888) was een Frans kunstschilder. Hij maakte historische werken die vallen onder de academische kunst en meer specifiek tot het oriëntalisme worden gerekend, met taferelen uit de Arabische wereld.

## Levensloop
Boulanger werd op 14-jarige leeftijd wees. Hij studeerde aan de École des beaux-arts en kreeg onder andere les van Hippolyte Delaroche. Op zijn dertigste startte hij een tweejarige studiereis door Italië. In 1849 werd hij beloond met de Prix de Rome. In 1882 werd hij lid van het Institut de France. Ook was hij leraar aan de Académie Julian.
Zijn meest bekende werk is mogelijk De Slavenmarkt dat hij in 1882 maakte, waarin hij een slavenmarkt uit het oude Rome uitbeeldde. Zijn schilderijen hangen onder andere in de Opéra Garnier, in de operazaal van het Monte Carlo Casino en in het stadhuis van het Parijse 13e arrondissement aan de Place d'Italie.
Boulanger overleed op 64-jarige leeftijd in zijn atelier aan longontsteking.

## Galerij

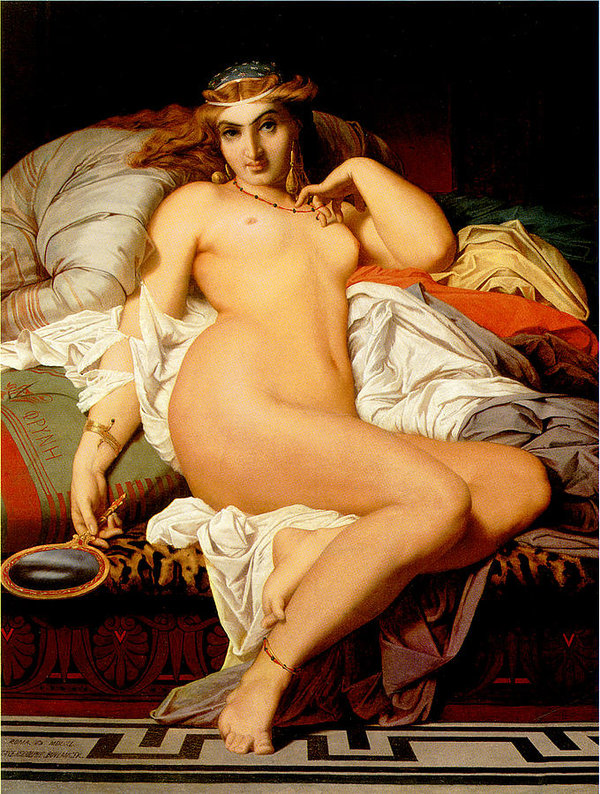
Phryne (1850), Van Gogh Museum
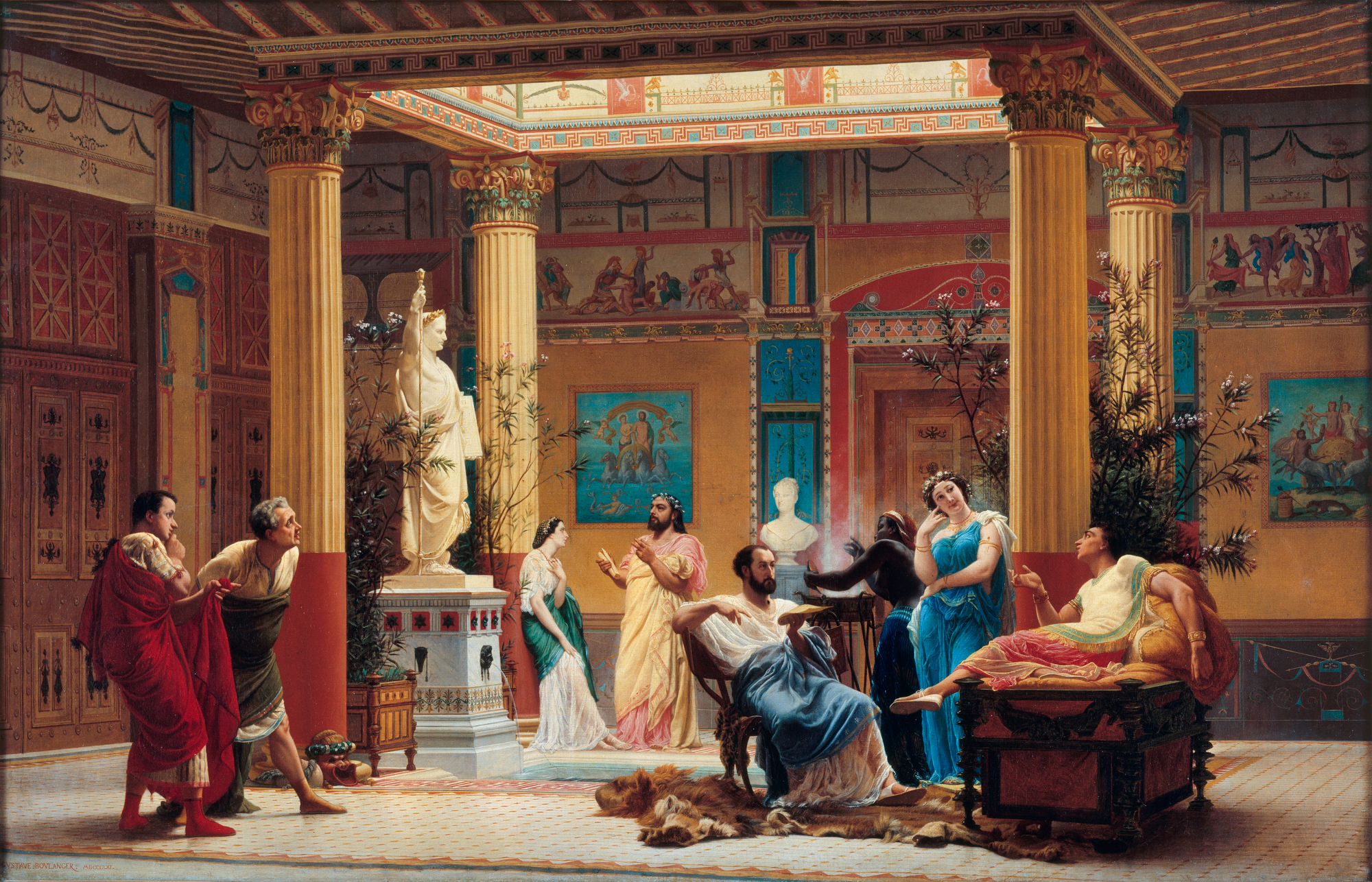
Répétition du Joueur de flûte et de La Femme de Diomède (1861), Musée d'Orsay
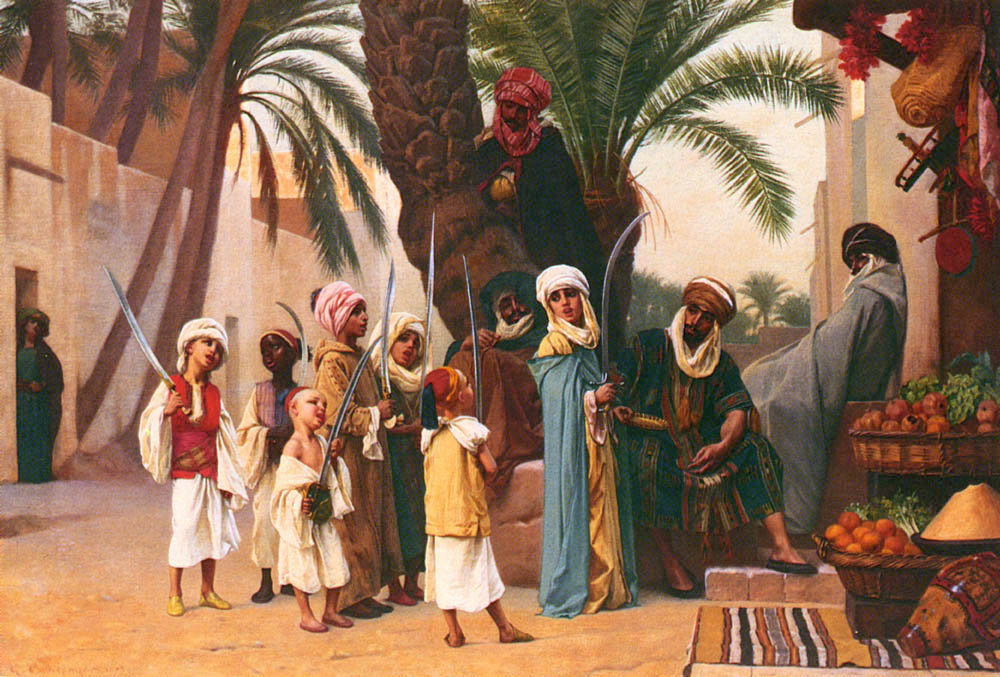
La quête de l'Aïd-Srir, à Biskra, 1001 nacht (1873)
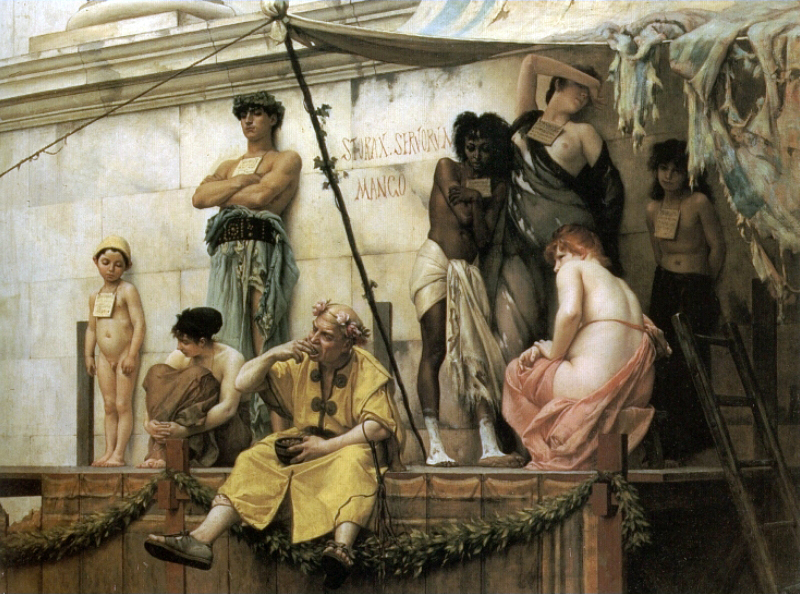
De Slavenmarkt (1886), privécollectie

- Biblioteca Nacional de España: XX5225320
- Bibliothèque nationale de France: cb148029769 (data)
- Gemeinsame Normdatei: 133582280
- International Standard Name Identifier: 0000 0001 1750 6807
- Library of Congress Control Number: n97868072
- Base Léonore: LH//316/21
- Nationale Bibliotheek van Israël: 987007431813605171
- RKD-Nederlands Instituut voor Kunstgeschiedenis: 11407
- SNAC: w60z7ws6
- Système universitaire de documentation: 107967103
- Union List of Artist Names: 500024407
- Virtual International Authority File: 22405733
- WorldCat: E39PBJq6RCCj4YChXtmRbTjQv3